# NAC Breda
NAC Breda (phát âm tiếng Hà Lan: [nɑk breːˈdaː]), thường được gọi đơn giản là NAC, là một câu lạc bộ bóng đá chuyên nghiệp có trụ sở tại Breda, Hà Lan. NAC Breda thi đấu tại sân vận động Rat Verlegh, được đặt theo tên của cầu thủ quan trọng nhất của họ, Antoon 'Rat' Verlegh. Họ đang thi đấu ở Eredivisie, sau khi giành chiến thắng trong trận play-off để thăng hạng vào năm 2024. Trong lịch sử của mình, NAC đã giành được một danh hiệu quốc gia vào năm 1921 và giành được một Cúp quốc gia vào năm 1973.
NAC thành lập vào ngày 19 tháng 9 năm 1912, khi hai câu lạc bộ ADVENDO và NOAD hợp nhất thành một câu lạc bộ. NOAD là một từ viết tắt các chữ Hà Lan Nooit Opgeven, Altijd Doorzetten (Không bao giờ bỏ cuộc, luôn kiên trì), trong khi ADVENDO là Aangenaam Door Vermaak En Nuttig Door Ontspanning (Dễ chịu bằng cách giải trí và hữu ích bằng cách thư giãn), chữ C là viết tắt của Combinatie (kết hợp). Tên đầy đủ của NAC Breda là Nooit opgeven altijd doorzetten, Avermaak door angenaam en ontspanning door nuttig, Combinatie Breda [noːit ɔpxeːvə (n) ɑltɛit doːrɣaːn aːŋɣəˌnaːm Dor vərmaːk ɛn nɵtəx Dor ɔntspɑnɪŋ kɔmbinaː (t) si Breda]. Đầu năm 2003, chữ NAC đã được thêm vào, như một biểu tượng của lòng biết ơn, sau khi thành phố Breda mua Rat Verleghstadi của NAC để giúp câu lạc bộ đối phó với các vấn đề tài chính. Vào năm 2012, Stefaan Eskes đã thành công với Ed Busselaar và vào tháng 8 năm 2012, NAC Breda đã phục hồi logo đầu tiên của họ như là logo của câu lạc bộ mới cho mùa giải 2012-13.

## Lịch sử

### Thành lập
NAC Breda được thành lập vào ngày 20 tháng 9 năm 1912 khi hai câu lạc bộ ADVENDO (Aangenaam Door Vermaak En Nuttig Door Ontspanning (tiếng Anh: Pleasant để giải trí và hữu ích để thư giãn của nó)) và NOAD (N ooit O pgeven, Một ltijd D oorzetten (tiếng Anh: không bao giờ bỏ cuộc, luôn kiên trì)) sáp nhập vào một câu lạc bộ. Trong cuộc họp của câu lạc bộ mới, bầu không khí trở nên căng thẳng, vì NOAD muốn đặt tên cho câu lạc bộ mới là NOAD (KHÔNG quảng cáo và quảng cáo AD). Tên này không được chấp nhận bởi ADVENDO và cuối cùng Frans Konert đề nghị gọi câu lạc bộ NAC (N OAD A DVENDO C ombinatie), được chấp nhận bởi những người tham dự cuộc họp. Lúc đầu, NVB từ chối không cho NAC chơi bóng đá hiệp hội, nhưng vào ngày 28 tháng 10 năm 1912 cho phép NAC chơi ở Sư đoàn 2 miền Nam.

## Kình địch
Cuộc cạnh tranh lâu dài và sâu sắc nhất của NAC Breda là với người hàng xóm gần nhất của họ, Willem II từ Tilburg. Sự cạnh tranh này bắt nguồn từ những năm 1920. Trận đấu giữa hai người được gọi là trận derby của Brabant. Hai thành phố Breda và Tilburg chỉ cách nhau 20 km, dẫn đến cảm giác căng thẳng về sự cạnh tranh giữa các thị trấn, được nâng cao bởi cảm giác rằng đó là thành phố chống lại thành phố với niềm tự hào địa phương bị đe dọa.
Cuộc cạnh tranh sâu rộng khác của NAC Breda là với câu lạc bộ Feyenoord có trụ sở tại Rotterdam. Sự ganh đua bắt nguồn từ một số sự cố giữa người hâm mộ của cả hai câu lạc bộ vào những năm bảy mươi của thế kỷ 20. Mặc dù người hâm mộ Feyenoord không có cùng cảm xúc với người hâm mộ NAC, nhưng các trận đấu với Feyenoord được coi là trận đấu quan trọng nhất và bạo lực nhất trong một mùa.

## Tổ chức NAC Breda

### Ban giám sát của NAC Breda
Ban giám sát của NAC Breda gồm 7 người.
| TÊN                               |  | VAI TRÒ                    |
| --------------------------------- |  | -------------------------- |
| liên_kết=\|viền Joost Gielen      |  | Chủ tịch                   |
| liên_kết=\|viền Joost van Mierlo  |  | Phó người hâm mộ & Pháp lý |
| liên_kết=\|viền Hubert Baardemans |  | Phó phòng kỹ thuật         |
| liên_kết=\|viền Bánh koekkoek     |  | Phó phòng truyền thông     |
| liên_kết=\|viền Bernard Kin       |  | Phó cổ đông                |
| liên_kết=\|viền Berry de Kort     |  | Phó phòng tài chính        |
| liên_kết=\|viền John Peek         |  | Phó phòng thương mại       |

### Quản lý của NAC Breda
Quản lý của NAC Breda bao gồm những người sau đây.
| TÊN                                   |  | VAI TRÒ          |
| ------------------------------------- |  | ---------------- |
| liên_kết=\|viền Mitchell van der Gaag |  | Giám đốc         |
| liên_kết=\|viền Hans Smulder          |  | Giám đốc bóng đá |

## Cầu thủ

### Đội hình hiện tại
Tính đến ngày 4/9/2024
Ghi chú: Quốc kỳ chỉ đội tuyển quốc gia được xác định rõ trong điều lệ tư cách FIFA. Các cầu thủ có thể giữ hơn một quốc tịch ngoài FIFA.
| Số | VT | Quốc gia    | Cầu thủ                                 |
| -- | -- | ----------- | --------------------------------------- |
| 1  | TM | Hà Lan      | Roy Kortsmit                            |
| 2  | HV | Hà Lan      | Boyd Lucassen                           |
| 3  | HV | Slovakia    | Martin Koscelník                        |
| 4  | HV | Hà Lan      | Boy Kemper                              |
| 5  | HV | Bỉ          | Jan Van den Bergh                       |
| 6  | TV | Hà Lan      | Casper Staring                          |
| 7  | TV | New Zealand | Matthew Garbett                         |
| 8  | TV | Hà Lan      | Clint Leemans                           |
| 9  | TĐ | Ba Lan      | Kacper Kostorz (mượn từ Pogoń Szczecin) |
| 10 | TĐ | Iceland     | Elías Már Ómarsson                      |
| 11 | TV | Đức         | Raul Paula                              |
| 12 | HV | Áo          | Leo Greiml                              |
| 14 | TĐ | Thụy Điển   | Adam Kaied                              |
| 15 | HV | Luxembourg  | Enes Mahmutović                         |

| Số | VT | Quốc gia     | Cầu thủ                        |
| -- | -- | ------------ | ------------------------------ |
| 16 | TV | Úc           | Max Balard                     |
| 17 | TĐ | Hà Lan       | Roy Kuijpers                   |
| 18 | HV | Hà Lan       | Daan van Reeuwijk              |
| 19 | TĐ | Bồ Đào Nha   | Saná Fernandes (mượn từ Lazio) |
| 20 | TV | Na Uy        | Fredrik Oldrup Jensen          |
| 21 | HV | Tây Ban Nha  | Manel Royo                     |
| 23 | HV | Hà Lan       | Terence Kongolo                |
| 25 | HV | Curaçao      | Cherrion Valerius              |
| 28 | TV | Hà Lan       | Lars Mol                       |
| 37 | TM | Hà Lan       | Aron van Lare                  |
| 39 | TV | Cộng hòa Séc | Dominik Janošek                |
| 49 | TM | Hà Lan       | Tein Troost                    |
| 77 | TĐ | Slovakia     | Leo Sauer (mượn từ Feyenoord)  |
| 99 | TM | Ba Lan       | Daniel Bielica                 |

### Cho mượn
| No. |             | Position | Player                                                                    |
| --- | ----------- | -------- | ------------------------------------------------------------------------- |
|     | Netherlands | DF       | Bart Meijers (on loan to Helmond Sport until ngày 30 tháng 6 năm 2019)    |
|     | Curaçao     | DF       | Jurich Carolina (on loan to FC Den Bosch until ngày 30 tháng 6 năm 2019)  |
|     | Netherlands | MF       | Bodi Brusselers (on loan to Helmond Sport until ngày 30 tháng 6 năm 2019) |

| No. |             | Position | Player                                                                        |
| --- | ----------- | -------- | ----------------------------------------------------------------------------- |
|     | Netherlands | MF       | Jordan van der Gaag (on loan to Helmond Sport until ngày 30 tháng 6 năm 2019) |
|     | Netherlands | FW       | Diego Snepvangers (on loan to Helmond Sport until ngày 30 tháng 6 năm 2019)   |
|     | Haiti       | FW       | Richelor Sprangers (on loan to Helmond Sport until ngày 30 tháng 6 năm 2019)  |

### Đội hình dự bị
| No. |             | Position | Player           |
| --- | ----------- | -------- | ---------------- |
| 34  | Netherlands | DF       | Victor Stenzler  |
| 35  | Netherlands | DF       | Jules Molenschot |
| 36  | Netherlands | FW       | Skender Loshi    |
| 37  | Wales       | MF       | Joe Williams     |

| No. |             | Position | Player            |
| --- | ----------- | -------- | ----------------- |
| 38  | Netherlands | DF       | Mike van Beijnen  |
| 39  | Netherlands | MF       | Julian Broeren    |
| 42  | Netherlands | MF       | Nazario de Fretes |

### Số đã nghỉ hưu
13 - liên_kết=|viền Ferry van Vliet, Tiền vệ (2001 bóng02) - Danh dự hậu hĩnh.

## Xếp hạng hiện tại của UEFA
Tính đến ngày 26 tháng 4 năm 2013 
| Cấp | Quốc gia        | Đội           | Điểm   |
| --- | --------------- | ------------- | ------ |
| 147 | liên_kết=\|viền | FC Amkar Perm | 10.766 |
| 148 | liên_kết=\|viền | NAC Breda     | 10,445 |
| 149 | liên_kết=\|viền | AC Omonia     | 10.366 |

## Quản lý cũ
| - Ben Affleck (June 1926 – 26 Oct) - James Moore (Feb 1927 – 28 April) - Lou van der Linden (July 1934 – June 41) - Cor Kools (July 1934 – June 44) - Antoon Verlegh (July 1934 – June 45) - Jan Blom (July 1942 – June 47) - Cor Kools (July 1945 – June 47) - Joseph Veréb (July 1947 – June 49) - Jan Blom (July 1949 – June 61) - Simon Plooijer (July 1961 – July 66) - Bob Janse (July 1966 – June 68) - Leo Canjels (July 1968 – June 71) - Ben Peeters (July 1971 – March 73) - Henk Wullems (March 1973 – June 75) - Bob Maaskant (July 1975 – June 77) | - Hans Dorjee (July 1977 – Jan 79) - Jo Jansen (Jan 1979 – June 83) - Henk de Jonge (July 1983 – March 84) - Bob Maaskant (March 1984 – June 86) - Leen Looyen (July 1986 – June 87) - Hans Verel (ngày 1 tháng 7 năm 1987 – ngày 31 tháng 3 năm 1990) - Ton Carton (March 1990 – April 90) - Cor Pot (April 1990 – Oct 91) - Jo Jansen (Oct 1991 – June 92) - Piet de Visser (ngày 1 tháng 7 năm 1992 – ngày 31 tháng 10 năm 1992) - Ronald Spelbos (ngày 11 tháng 1 năm 1993 – ngày 30 tháng 6 năm 1995) - Wim Rijsbergen (ngày 1 tháng 7 năm 1995 – ngày 30 tháng 6 năm 1997) - Herbert Neumann (ngày 1 tháng 7 năm 1997 – ngày 8 tháng 10 năm 1998) - Ronald Spelbos (ngày 13 tháng 10 năm 1998 – ngày 22 tháng 3 năm 1999) - Kees Zwamborn (ngày 23 tháng 3 năm 1999 – ngày 30 tháng 6 năm 1999) | - Henk ten Cate (ngày 1 tháng 7 năm 2000 – ngày 30 tháng 6 năm 2003) - Ton Lokhoff (ngày 1 tháng 7 năm 2003 – ngày 30 tháng 12 năm 2005) - Cees Lok (ngày 2 tháng 1 năm 2006 – ngày 23 tháng 4 năm 2006) - John Karelse (int.) (ngày 24 tháng 4 năm 2006 – ngày 30 tháng 6 năm 2006) - Ernie Brandts (ngày 1 tháng 7 năm 2006 – ngày 30 tháng 6 năm 2008) - Robert Maaskant (ngày 1 tháng 7 năm 2008 – ngày 20 tháng 8 năm 2010) - Gert Aandewiel (ngày 21 tháng 8 năm 2010 – ngày 30 tháng 6 năm 2011) - John Karelse (ngày 21 tháng 8 năm 2010 – ngày 23 tháng 10 năm 2012) - Adrie Bogers (int.) (ngày 23 tháng 10 năm 2012 – ngày 21 tháng 11 năm 2012) - Nebojša Gudelj (ngày 21 tháng 11 năm 2012 – ngày 13 tháng 10 năm 2014) - Eric Hellemons (int.) (ngày 13 tháng 10 năm 2014 – ngày 2 tháng 1 năm 2015) - Robert Maaskant (ngày 2 tháng 1 năm 2015 – ngày 6 tháng 10 năm 2015) - Marinus Dijkhuizen (ngày 25 tháng 10 năm 2015 – ngày 22 tháng 12 năm 2016) - Stijn Vreven (ngày 1 tháng 1 năm 2017, 2015 – ngày 30 tháng 6 năm 2018) |